# Erik Andersson
Klas Erik Andersson (Estocolm, 17 de març de 1896 – Estocolm, 23 de febrer de 1985) va ser un waterpolista i nedador suec que va competir durant les dècades de 1910 i 1920. Era germà dels també esportistes Selma, Adolf i Robert Andersson.
El 1912, amb tan sols 16 anys, va disputar la prova dels 100 metres lliures del programa de natació dels Jocs Olímpics de Londres. En ella quedà eliminat en sèries.
Vuit anys més tard, una vegada finalitzada la Primera Guerra Mundial va prendre part en els Jocs Olímpics d'Anvers, on va disputar la competició de waterpolo, en què guanyà la medalla de bronze. El 1924, als Jocs de París, va finalitzar en quarta posició de la competició de waterpolo.